# Скрябино (Брянская область)
Скря́бино — деревня в Выгоничском районе Брянской области, административный центр Скрябинского сельского поселения. Расположена в 6 км к северо-востоку от пгт Выгоничи, на шоссе М13 Брянск—Гомель (обозначено как СЛОБОДА ). Население — 720 человек (2010 год).

## История
Упоминается (как сельцо) с XVII века; бывшее владение Безобразовых, с середины XIX века — Е. Ф. Хрипковой. Принадлежала к приходу села Кокино; в 1880-х гг. была открыта школа.
Первоначально входила в состав Подгородного стана Брянского уезда; с последней четверти XVIII века до 1922 года в Трубчевском уезде (с 1861 — в составе Красносельской волости, с 1910 в Кокинской волости). В 1922—1929 в Выгоничской волости Бежицкого уезда; с 1929 в Выгоничском районе, а в период его временного расформирования (1932—1939, 1963—1977) — в Брянском районе.
С 1920-х гг. до 1980 в Кокинском сельсовете. В 1964 году к деревне присоединена соседняя деревня Нижняя Слобода.